# 斑袋鼬属
斑袋鼬屬（斑袋鼬）（学名：Parantechinus），哺乳綱袋鼬科的一屬，而與斑袋鼬屬（斑袋鼬）同科的動物尚有帚尾袋鼩屬（紅帚尾袋鼩）、革囊袋鼬屬（紅腹袋鼬）、裏氏袋鼬屬（裏氏袋鼬）、長爪袋鼬屬（長爪袋鼬）等之數種哺乳動物。

## 下属物种
本属包括以下物种：
- Parantechinus apicalis (Gray, 1842)
- Parantechinus bilami (Johnson, 1954)